# Élections législatives de 1962 en Nouvelle-Calédonie et dépendances
Les élections législatives françaises de 1962 se déroulent le 18 novembre. Dans le territoire de la Nouvelle-Calédonie et dépendances, un député est à élire dans le cadre d'une circonscription.

## Élus
| Circonscription        | Député sortant    | Parti | Parti | Député élu ou réélu | Parti | Parti |
| ---------------------- | ----------------- | ----- | ----- | ------------------- | ----- | ----- |
| Circonscription unique | Maurice Lenormand |       | UC    | Maurice Lenormand   |       | UC    |

## Résultats

### Résultats à l'échelle du territoire
|                | Union pour la nouvelle République (UDT) | 12 856 | 45,24  | 0 |  |  |
|                | Majorité présidentielle                 | 12 856 | 45,24  | 0 |  |  |
|                |                                         |        |        |   |  |  |
|                | Union calédonienne                      | 15 562 | 54,76  | 1 |  |  |
|                |                                         |        |        |   |  |  |
| Inscrits       | Inscrits                                | 42 539 | 100,00 | 1 |  |  |
| Abstentions    | Abstentions                             | 13 737 | 32,29  |   |  |  |
| Votants        | Votants                                 | 28 802 | 67,71  |   |  |  |
| Blancs et nuls | Blancs et nuls                          | 384    | 1,33   |   |  |  |
| Exprimés       | Exprimés                                | 28 418 | 98,67  |   |  |  |

### Résultats par circonscription
|                                                       | Maurice Lenormand sortant réélu | UC             | 15 562 | 54,76  |  |  |  |
|                                                       | Édouard Pentecost               | UNR-UDT        | 12 856 | 45,24  |  |  |  |
|                                                       |                                 |                |        |        |  |  |  |
| Inscrits                                              | Inscrits                        | Inscrits       | 42 539 | 100,00 |  |  |  |
| Abstentions                                           | Abstentions                     | Abstentions    | 13 737 | 32,29  |  |  |  |
| Votants                                               | Votants                         | Votants        | 28 802 | 67,71  |  |  |  |
| Blancs et nuls                                        | Blancs et nuls                  | Blancs et nuls | 384    | 1,33   |  |  |  |
| Exprimés                                              | Exprimés                        | Exprimés       | 28 418 | 98,67  |  |  |  |
| Source : Cahiers du communisme, vol. 49, 1967, 302 p. |                                 |                |        |        |  |  |  |